# 레드 벨벳 케이크

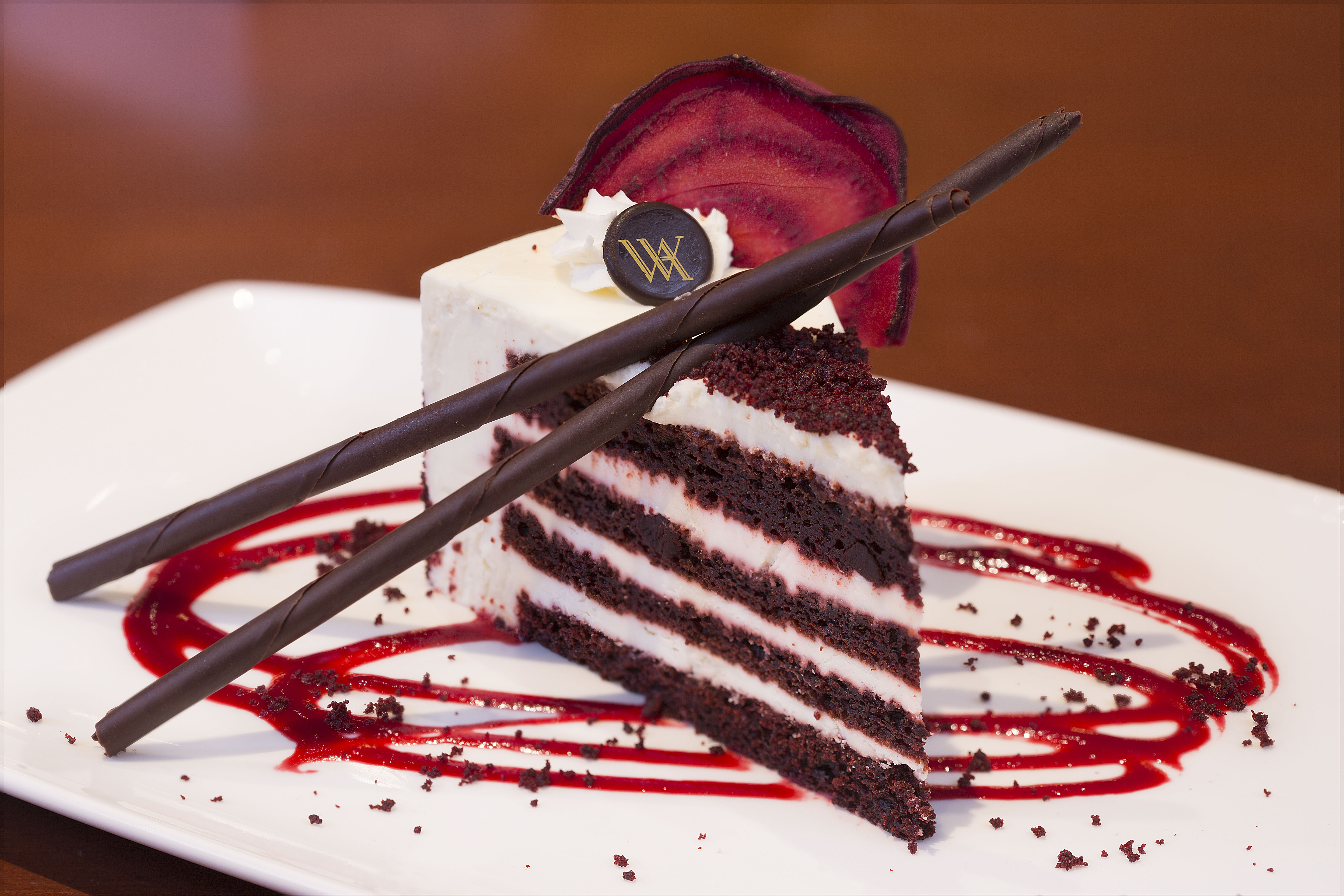
레드 벨벳 케이크 조각

레드 벨벳 케이크(red velvet cake)는 감칠맛나고 감미로운 케이크의 일종이다. 붉은 색의 시트가 가장 큰 특징이다. 우락유, 버터밀크, 밀가루, 코코아 파우더, 사탕무가 주 재료이다.

## 역사
제임스 비어드의 1972년 작 "미국 제과"(American Cookery)에서 3 가지 레드 벨벳 케이크 제조법을 설명하고 있다. 쇼트닝과 버터 등 들어가는 재료의 양에 따라 만들 수 있는 세 가지 벨벳 케이크를 얘기하고 있다. 이들은 붉은 색을 내기 위해 모두 식용 색소를 사용하고 있다. 하지만, 신맛이 나는 식초와 우락유가 혼합되어 반응하면 코코아를 붉은색이나는 갈색으로 만든다는 현상을 언급하고 있다. 또한 그 당시 시대 상황으로 봐서, "네덜란드식으로 가공한" 알칼리성의 코코아가 널리 알려지기 전에는, 붉은색이 더 선명했을 것으로 추정되고 있다. 자연스러운 착색 현상 때문에, "레드 벨벳"(붉은 벨벳, red velvet)이라는 이름이 붙었다. 또한 "악마의 음식"(Devil's Food)라는 별명도 얻었다.
1989년 영화 《철목련》 때문에, 레드 벨벳 케이크의 인기가 부활하였다. 이 영화 내에서 아르마딜로를 닮은 모양의 레드 벨벳 케이크의 일종인 그룸'즈 케이크(미국 남부 지방의 또 다른 식의 전통 음식)이 등장하기 때문이었다.

### 색을 내는 방법
더 어두운 색의 코코아가 널리 퍼지자, 레드 벨벳 케이크의 예전의 붉은색을 내기 위해서, 사람들은 붉은색 색소를 이용하기 시작하였다. 제2차 세계 대전 당시 식량 배급 제도가 시행되자, 일부 제빵사들이 끓인 사탕무를 이용하여 케이크의 색을 더 잘 내기 시작한 사실도 언급할 가치가 있다. 갈아서 끓인 사탕무나 사탕무 이유식을 넣는 것이 오늘날의 레서피에서도 발견되고 있다. 레드 벨벳 케이크는 미국 남부 지방에서 점차 인기를 얻어갔으며 1950년대 그 인기가 최고조에 달했다. 일반적인 식용 색소의 인체에 대한 유해성이 염려되면서 인기는 사그라들었다.